# Verrius Flaccus
Marcus Verrius Flaccus, gyakran csak Verrius Flaccus (Kr. e. 55 körül – Kr. u. 20 körül) ókori római tanár és nyelvész.
Verrius Flaccus Augustus római császár unokáinak volt a nevelője, és idős korban hunyt el Tiberius alatt. Nevelési módszerében a nagyravágyást ápolta, ennek felkeltésére a versenyeket, pályadíjakat és jutalmakat használta fel. Mint nyelvész, műveivel nagy érdemeket szerzett, de művei sajnos nem maradtak az utókorra. A következő alkotásairól tudunk: 
- De obscuris Catonis (idézi Gellius 17, 6);
- De orthographia, amely ellen Scribonius Aphrodisius heves gúnyiratot intézett (idézi Sueton. gr. 19), és amelyet több ókori római nyelvész használt;
- Epistulae, nyelvészeti vizsgálódások levélalakban;
- Saturnus, a Saturnalia szertartásairól (idézi Macrob. 1, 4, 7);
- Rerum memoria dignarum libri (idézi Gell. 4, 5. Plin. az indexekben 3. 7. 8. 14. 15. 18. 28. 29. 33. 34. 35);
- Etruscarum rerum libri (schol. Veron. Vergiliushoz p. 103 Keil).
- tőle származnak a híres Fasti Praenestini, amelyekhez valószínűleg magyarázatokat is írt: ezeket Ovidius használta.
- legnagyobb, és – bár csak töredékekben – egyetlen reánk maradt műve De verborum significatione. Ez az alkotás egy hatalmas terjedelmű etimológiai és archeológiai magyarázatokat tartalmazó betűrendes szótár volt: terjedelméről fogalmat ad, hogy a "P." betű legalább 5, az "A." legalább 4 könyvet tett ki. Augustus császár idejében a mű a régi szavak, intézmények és szokások magyarázatára nézve nélkülözhetetlen volt. Kivonatát 20 könyvben Sextus Pompeius Festus készítette el a 2. században.